# Temotutafa
Temotutafa ist eine kleine Riffinsel im Riffsaum des Atolls Nukulaelae im Inselstaat Tuvalu.

## Geographie
Temotutafa bildet zusammen mit Aula, Fenulaiago, Temotuloto und Teafatule den südlichen Riffsaum des Atolls.